# Вугільна електростанція

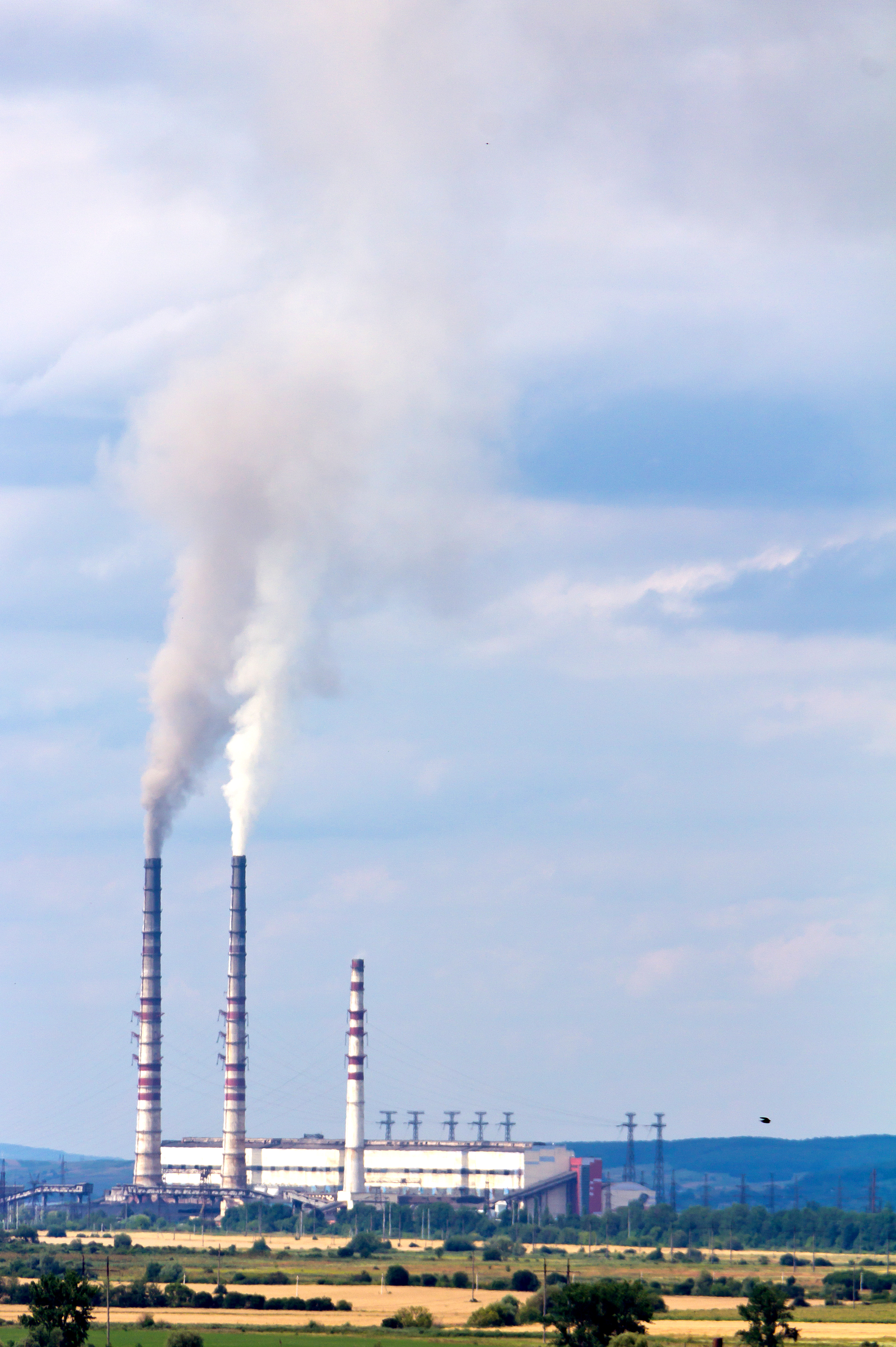
Бурштинська ТЕС

Електростанція, що працює на вугіллі; це парова/теплова електростанція, яка спалює вугілля для вироблення електроенергії.
Є електростанції для бурого та кам'яного вугілля. Типи електростанцій навмисно розроблені для відповідного палива з його технологічними характеристиками, теплотворною здатністю та зольністю.
Наприклад у Німеччині електростанції, котрі працюють на бурому вугіллі, виробляють електроенергію для базового навантаження, а які використовують кам'яне вугілля — насамперед призначені для середнього навантаження. У всьому світі частка вугілля у виробництві електроенергії 2015 року склала 40,7 %. Типова електрична потужність одного енергоблоку вугільної електростанції становить від 200 до 1000 МВт; коли кілька блоків електростанції з'єднуються між собою у велику електростанцію, встановлені потужності окремих блоків складаються.
Крім Китайської Народної Республіки, з 2018 року у світі було виведено з експлуатації більше старих потужностей, ніж побудовано нових. У Європі до 2020 року повинні бути зупиненими вугільні електростанції загальною потужністю 8300 МВт.
Повномасштабна війна, розв’язана у лютому 2022 року Російською Федерацією (головним постачальником природного газу для ЄС) проти України, зламала плани Європи із пришвидшеного "озеленення" енергетики й економіки.
Щоби швидко зменшити залежність від російського блакитного палива, там змушені 2022 року повернутися до використання набагато більш токсичного вугілля. Адже інакше, існує ризик не пройти як слід наступний опалювальний сезон.

## Улаштування
Електростанція, що працює на вугіллі, має такі типові системні складові:
- Котельні для опалювальних/парових котлів та вугільних млинів

- Стрічкові конвеєрні системи для вугілля, дробильні вежі та важкі бункерні конструкції для транспортування, обробки, проміжного зберігання та розподілу палива

- Машинне відділення для парових турбін, генераторів, насосів живильної води та конденсаторів

- Підстанції з трансформаторами

- Мережа електропостачання

- Системи очищення димових газів

- Градирні (не застосовні для охолодження річковою або морською водою)

- Димарі (частково вбудовані в градирні)

- Системи виробництва живильної та охолоджувальної води для котлів із доступної сирої води

- Установки для очищення сирої води та від золи, шлаку й інших побічних продуктів

- Вільні майданчики для зберігання палива

- Допоміжні будівлі для адміністрації, диспетчерських та великих випробувальних лабораторій

## Спосіб дії (загальне)
На вугільній електростанції буре або кам'яне вугілля спочатку потрапляє до важкої конструкцію бункера через систему конвеєрних стрічок для вугілля. Там воно проходить крізь сепаратор сторонніх тіл, де відокремлюється лігніт, та дробильну вежу, яка дробить вугілля. Розкришене вугілля подається на окремі вугільні млини за допомогою стрічкових транспортерів. На вугільних млинах вугілля перемелюється і сушиться з газами, що відходять із печі на пилоподібному паливі та вдувається в камеру згоряння промислової печі, де воно повністю спалюється. Тепло, котре виділяється в підсумку, поглинається водотрубним котлом і перетворює воду що надходить, на водяну пару. Водяна пара проходить крізь пароперегрівник і тече трубами до парової турбіни, у якій виділяє частину своєї енергії, розслаблюється (втрачає енергію) й охолоджується. За турбіною розташовано конденсатор, у якому пара передає власне тепло холодній воді та конденсується.

Насос живильної води перекачує отриману зріджену воду як живильну воду назад до водотрубного котла, який завершує цикл. Димові гази з камери згоряння використовуються для попереднього нагріву живильної води в економайзері та повітря для горіння, що всмоктується крізь припливний вентилятор у повітронагрівачі. За потреби, перед пристроєм можуть бути встановлені пароповітряні обігрівачі. Механічна енергія, що виробляється в турбіні, використовується приведеним нею генератором (турбоагрегатом), для вироблення електроенергії.

Схема електростанції

Димовий газ, який утворюється під час спалювання у камері згоряння, піддається очищенню (знепилювання за допомогою електрофільтра, десульфуризація димових газів і, можливо, денітрифікація димових газів) перед тим, як вони залишають електростанцію через димар або інколи крізь градирню.
Охолоджувальна вода, нагріта в конденсаторі, охолоджується в градирні, частково використовується повторно або скидається в наявну поруч річку.
Так званий гіпс FGD (також відомий як гіпс електростанцій) виробляється під час десульфурації димових газів, який використовується в промисловості будівельних матеріалів і, наприклад, покриває близько 60 відсотків потреб у сировині для гіпсової промисловості.
Зола від палива, видаляється у вигляді шлаку з камери пальника або у як зола виносу з електрофільтра. Її скидають або частково використовують як заповнювач для цементу.

### Контроль процесів
Уся інформація, що виникає на вугільній електростанції (виміряні значення, стан перемикання, положення виконавчих механізмів), присутня, оцінюється та обробляється в диспетчерській. Технологія управління повинна керувати важливими процесами автоматично, оскільки система надто складна для керування людьми. Працівники можуть обмежено втручатися у виробничий процес, наприклад, для зниження продуктивності. Команди керування передаються на допоміжні приводи (виконавчі механізми) і в деяких випадках, на великій відстані від диспетчерської викликають, наприклад, відкриття або закриття клапана чи зміну кількості палива, що подається.

### Поведінка під час запуску
На більшості гідроелектростанцій за потреби, потужність може бути збільшена чи зменшена за лічені секунди; так само і з газовими електростанціями. Вказаний час охоплює проміжок від розпалювання першого пальника до досягнення повного навантаження. Стосовно запуску вугільної електростанції, розрізняють гарячий, теплий і холодний запуск. Гарячий старт, означає запуск після простою менше 8 годин, теплий пуск — проміжок від 8 до 48 годин та холодний пуск — перезапуск після простою більше 48 годин.
Електростанціям на кам'яному вугіллі потрібно від 2 до 4 годин для гарячого пуску; холодний запуск після тривалого простою потребує 6–8 годин. Електростанціям на бурому вугіллі треба від 9 до 15 годин для холодного пуску, і їх набагато важче регулювати. Крім того, на сьогоднішніх (2010-х років) електростанціях, що працюють на бурому вугіллі, не можна зменшувати потужність нижче 50 %, через те що в іншому разі, температура котла впаде занадто. Метою є досягнення більшої керованості, хоча зниження номінальної потужності нижче за 40 % вважається малоймовірним.
Якщо вугільні електростанції працюють із частковим навантаженням, ККД дещо падає. На більшості сучасних вугільних електростанцій, ККД під час роботи з повним навантаженням становить близько 45–47 %. Якщо потужність цих електростанцій буде знижено до 50 %, ККД впаде до 42–44 %.
2012 року вугільні електростанції в Європі вже мали значний потенціал гнучкості порівняно з попереднім рівнем. Ці можливості були нижчими і все ще поступаються електростанціям з комбінованим циклом та газотурбінним електростанціям з точки зору ефективності, найбільшої зміни навантаження за п'ять хвилин та часу холодного пуску, навіть якщо потенціал технічної оптимізації може бути вичерпаний. Крім того, газові установки зазвичай набагато менші за вугільні і завдяки цьому можуть добре експлуатуватися в каскадах.

### Ефективність
ККД вугільних електростанцій зазвичай перебуває в межах від 30 до 40 %, сучасні електростанції можуть досягати 45 %. Для прикладу у Німеччині, середній ККД 2019 року для електростанцій на бурому вугіллі становив 39,5 %, а для електростанцій на кам'яному вугіллі — 43,7 %. В інших державах, особливо в країнах із ринками, що розвиваються, ефективність таких електростанцій значно нижча.
Для підвищення продуктивності вугільних електростанцій, крім оптимального керування та удосконалення горіння, пара повинна входити до парової турбіни з якнайбільш можливою температурою і знову виходити з неї — за найменш можливої температури. Висока температура на вході досягається завдяки перегріву, що також використовується у парових двигунах. Пара має температуру понад 600 °C, метою є температура 700 °C, що досі викликає проблеми стосовно матеріалів. Потім пара надходить до парової турбіни високого тиску, а звідти знову в підігрівач, де вона знову нагрівається приблизно до 600 °C. Турбіни середнього та низького тиску забезпечують подальше розслаблення та охолодження пари. Межа для найвищої температури — жаротривкість сталей, які використовуються для труб пароперегрівника. Низька температура пари на виході досягається за допомогою конденсатора, розташованого нижче потоку — парового каскаду.
Пара розслаблюється до низьких тисків, які набагато нижчі за атмосферний. Таким чином, температура води, що охолоджує, на вході в конденсатор підтримується низькою. Трубопровід конденсатора постійно очищується від забруднень способом рециркуляції кульок, оскільки забруднення у цій точці знижує загальну ефективність. Найнижча можлива температура — температура конденсації, оскільки треба уникати потрапляння крапель води в турбіну через знос. Останні ступені турбіни дуже великі і вносять лише малу частку відсотка у ККД.
Після виходу з парогенератора димові гази використовуються для попереднього нагрівання повітря та живильної води до того, як вони досягнуть електрофільтру. Вони не повинні бути нижчими приблизно 160 °С, щоб уникнути конденсації кислоти і, як наслідок, корозії. Залишкове тепло, все ще присутнє у вихлопному газі, застосовується для попереднього нагрівання повітря перед тим, як газ надходить до системи десульфуризації димових газів. Процеси сіркоочищення, передусім водні, роблять вихлопні гази вологими та прохолодними, тому випуск їх крізь димарі проблематичний через відсутність тяги. Вихід зі становища — введення очищених вихлопних газів у градирні, якщо такі є.
Підвищення загальної ефективності (використання палива) можливе за рахунок застосування поєднаного виробництва тепла та електроенергії, проте завдяки децентралізованому розташуванню електростанцій поблизу вугільних родовищ, а не в безпосередній близькості від споживачів тепла. Це майже неможливо, особливо стосовно великих електростанцій. Крім того, в теплу пору року опалення не потрібне. Однак є досвід роботи з лініями централізованого теплопостачання довжиною понад 20 кілометрів (Грайфсвальдська атомна електростанція, Німеччина).

## Екологічні та соціальні проблеми
Вугільні електростанції потрапили під обстріл наукових, екологічних та природоохоронних організацій, а також правозахисників з низки причин. Основними підставами для цього є поганий баланс парникових газів на вугільних електростанціях, їх високі викиди забруднювальних речовин і пов'язані з цим екологічні й економічні наслідки та соціальні проблеми, котрі виникають внаслідок видобутку вугілля.

### Вплив на клімат
Оскільки вугілля має більший вміст вуглецю в паливі, ніж вуглеводні — як-от природний газ або видобувна нафта, під час спалювання вугілля фізично виділяється більше вуглекислого газу на одиницю отриманої енергії, порівняно з іншими викопними видами палива. Збільшення викидів парникових газів від початку промислової революції є основною причиною глобального потепління. Близько 78 % загальних антропогенних викидів парникових газів у проміжок з 1970 по 2010 рік можна простежити до спалювання викопного палива.
Електростанції на бурому вугіллі (з 850–1200 г CO2 на кВт·год) викидають більше вуглекислого газу, ніж електростанції на кам'яному вугіллі (з 750–1100 г CO2 на кВт·год). Це означає, що забруднювальна потужність електростанцій, які працюють на вугіллі, значно вища, ніж у парогазових електростанцій на викопному паливі, які викидають 400–550 г/кВт·год. За використання новітніх технологій, наприклад на газовій ТЕС Іршинг (Німеччина), ці викиди становлять лише 330 г CO2 на кВт·год.
Відновлювані джерела енергії мають ще значно нижчі викиди: тоді як енергія вітру та гідроенергетика мають викиди вуглекислого газу приблизно 10–40 г/кВт·год, для фотоелектричних пристроїв цей показник становить 50–100 г/кВт·год. Для ядерної енергетики ця величина становить 10–30 г/кВт·год.
Через велику вагу виробництва електроенергії перехід від використання вугілля до низьковуглецевих технологій відіграє важливу роль у міжнародному захисті клімату. Щоби досягти мети не більше +1,5 °С, поставленої на кліматичній конференції ООН у Парижі 2015 року, всеосяжні викиди парникових газів повинні бути зведені до нуля у проміжок між 2045 та 2060 роком, прийнявши «перевищення» викидів парникових газів. Згодом значну кількість вуглекислого газу, що викидався раніше, доводиться видаляти з атмосфери Землі шляхом негативних викидів. Крім того, поставленої мети можна досягти лише за допомогою дуже послідовної та негайно розпочатої політики захисту клімату, оскільки часове вікно, протягом якого цього ще можна досягти, швидко закривалося (станом на 2015 рік).
Отже, поступовий відхід від вугілля, є основним заходом для декарбонізації світової економіки, а також для створення сталого суспільства, у якому швидке скорочення споживання вугілля має велике значення через обмеження на викиди CO2. Для прикладу: у Німеччині близько 85 % викидів в електроенергетиці надходить від виробництва електроенергії на вугіллі. Отже, закриття задавнених вугільних електростанцій, які працюють на вугіллі, може зробити великий внесок у досягнення цілей щодо захисту клімату.
Становище в Україні: Бурштинська ТЕС, яка має 12 енергоблоків потужністю 200 МВт кожний, станом на 2021 рік є найбруднішою (щодо викидів) електростанцією Європи. Загалом Україна викидає отруйного пилу зі вмістом важких металів більше, ніж всі країни ЄС, Туреччина та Західні Балкани разом узяті. Про це йдеться у новому дослідженні аналітичного центру Ember. Згідно з дослідженням, в Європі Україна продукує 72 % всіх викидів зольного пилу, 27 % двоокису сірки та 16 % оксидів азоту.
За обсягами викидів діоксиду сірки Бурштинська ТЕС посідає 1-ше місце на континенті. Вона також є найдавнішою ТЕС серед десятки топ-забруднювачів — її ввели в експлуатацію 1965 року. Серед 30 найбільших джерел/електростанцій щодо викидів цієї отруйної речовини, Україні належать 12 вугільних електростанцій.
До того-ж ТЕС наприклад потужністю 1000 МВт, споживає 8 мільйонів тонн кисню на рік для окиснення палива, натомість АЕС не споживають кисень.